# Giám thị

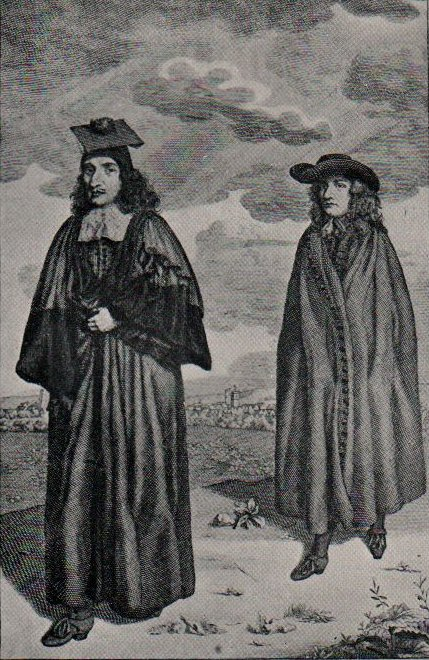
Giám thị của trường đại học Oxford năm 1674, tranh của George Edwards.

Giám thị là một chức danh, một công việc dành cho người làm nhiệm vụ kiểm tra, giữ gìn trật tự và kỷ luật tại các trường học hoặc những người giám sát, trông coi phạm nhân ở các nhà tù, trại giam hay là tên gọi để chỉ những người có nhiệm vụ cho thi tại các kỳ thi. Giám thị tại nhà trường hay trại giam là những chức danh chính thức và là nghề nghiệp của những người này (được trả lương, phụ cấp...), giám thị tại các trường học có thể có các chức danh và thuộc về ngành sư phạm, giám thị trại giam thuộc về ngành công an có trang bị các phương tiện, thiết bị như dùi cui, roi điện..., còn giám thị trong mỗi kỳ thi là chức danh tạm thời và không phải là nghề nghiệp chính thức (tương tự như gia sư) và cũng không nhất thiết phải qua các trường, lớp đào tạo.

## Ở Việt Nam
Ở Việt Nam, giám thị tại các trường học được học sinh gọi là thầy, cô (thường là thầy) và phụ trách về tình hình kỷ luật của các em học sinh, tuy không trực tiếp đảm nhận công tác giảng dạy, chuyên môn nhưng giám thị đóng vai trò rất lớn trong việc duy trì nề nếp của nhà trường, góp phần rèn luyện tính kỷ luật cho các em học sinh, giám thị chính là nổi "kinh hoàng" của học sinh cá biệt hay lêu lỗng, trốn học, không chuyên cần, quậy phá. Trong một trường học, bộ máy làm việc của trường ít khi thiếu đội ngũ giám thị. Những người làm công tác này chính là những người nắm giữ bộ mặt bên ngoài của nhà trường. Nhìn vào cách thức làm việc của đội ngũ giám thị, người ta có thể biết được phần nào ý thức kỷ cương nề nếp học sinh của trường, giáo viên chủ nhiệm chỉ theo lớp trong những giờ nhất định, giáo viên bộ môn ngoài việc lên lớp cũng khó có thể quan tâm nhiều đến học sinh, thì bộ phận giám thị lại là người theo sát các em hơn cả.
Trong trại giam, giám thị được các phạm nhân gọi là cán bộ, là người trực tiếp phụ trách về mọi mặt của đời sống phạm nhân, cai quản nhà tù, thực hiện kiểm tra, giám sát việc lao động, học tập, cải tạo của phạm nhân. Giám thị trong mỗi kỳ thi cũng có vai trò lớn trong việc đảm bảo chấp hành nội quy, quy chế thi, hạn chế, phát hiện và lập biên bản đối với các hành vi gian lận trong thi cử. Báo chí Việt Nam cũng phản ánh một số trường hợp tiêu cực trong đội ngũ giám thị này theo đó họ thường lợi dụng vị trí của mình để làm những việc vi phạm pháp luật hoặc không đúng chuẩn như: ép nữ sinh quan hệ tình dục do biết được nhược điểm của nữ sinh vi phạm quy chế thi, tát thí sinh...